# カリフォルニア物語
『カリフォルニア物語』（カリフォルニアものがたり）は、吉田秋生による日本の漫画作品。

## 概要
作者・吉田秋生の名が一躍広まった作品として賞賛されている。作品発表当時、吉田は20歳だった。
『別冊少女コミック』（小学館）にて1978年2月号から1981年12月号まで連載されていた。本編はフラワーコミックスより全8巻、文庫版は小学館文庫より全4巻が刊行されている。番外編『夢の園』はプチフラワービッグコミックスより吉田秋生傑作集第2巻として刊行され、文庫版では『夢の園』も共に収録されている。文庫版では、タケカワユキヒデ、中島梓、大浦みずき、わかぎえふが巻末エッセイを寄せている。
2008年、スタジオライフにより舞台化された。

## あらすじ
1975年夏、カリフォルニア州サンディエゴ在住の高校2年生だったヒースは、著名な弁護士である父親との確執や地元の麻薬密売人サイファンとの対立をきっかけに、マンハッタンのソーホーに住む友人のインディアンを頼って身を寄せる。マンハッタンに向かう途中のテキサスの田舎町で知り合ったイーヴ、ブッチ、スウェナらも順にマンハッタンに居を移し、それぞれの生き方を模索し始める。
ヒースとイーヴが共同生活を始めて2年後の夏、ブッチの作った借金を巡るトラブルでイーヴが負傷。その直後にヒースの兄のテリーが事故死するなどヒースの周辺は騒がしくなる。テリーの葬儀の為にサンディエゴに戻ったヒースは、父親やサイファンとの和解を果たすが、マンハッタンへ戻ってしばらくすると今度はイーヴが事故死し、ヒースは不幸のどん底へと突き落とされる。
一時は自暴自棄になったヒースだったが、友人たちに支えられて冷静さを取り戻し、マンハッタンから再び旅に出る。

## 登場人物
- 【】内は呼び名を表す。

### 主要人物
ヒース・スワンソン【ヒース】
カリフォルニア・サンディエゴ出身。18歳～20歳。物心がつく前に両親が離婚、父マイケルは多忙で不在がちであり、9歳年上の優秀な兄も寮生活のため、世話をするのは家政婦のみという、家族の温かさを知らない寂しい家庭に育った。エリートな兄と常に比べられ、コンプレックスを抱えたままティーンエイジャーとなる。どう頑張っても兄のようになれないジレンマと、父に認められない空しさから次第に気持ちは荒み、非行グループに身を置いた揚句、制裁的な意味合いで図らずも麻薬中毒となる。狭い町では噂になり止むを得ず高校をドロップアウトすることになるが、故郷には既に自分の居場所がないと判断し、この町に旅行中で偶然知り合ったインディアンを頼って誰にも知らせず一人ニューヨークへと旅立つ。道中、テキサスで出会ったイーヴと成り行きでマンハッタンの片隅で同居生活を送ることに。
高校時代は長距離走の選手で、優秀な成績を残した。
名前の由来は『嵐が丘』のヒロインのセリフ『ヒースの花が咲いている』から。
イーヴ・ルチアーノ【イーヴ】
15歳～17歳。父親がプエルトリコ系移民のニューヨーカー。幼い頃から父に虐待される日々を過ごし、学校に通うこともできず、当初は字も読めなかった。軽い知的障害もある。父が脳卒中で亡くなり虐待から解放されたが生活は厳しく、男娼をしていたこともある。数多の暗い過去を持つが、性格は純粋、素直で明るい。
「寒いところが苦手であったかいところに行きたい」とカリフォルニアに憧れ当地へ向かう際、それとは逆にニューヨークを目指していたヒースとテキサスで知り合い、そのままニューヨークへ戻る形で付いて行くことになり、同居生活を始めた。互いに心に傷を抱えながらも支え合い、正面からぶつかりあうように生活する日々を送るうち、次第にヒースに恋愛感情を抱く自分に気づくがストレートであるヒースと、女性として初めて想いを寄せたのが彼を慕い恋人関係にあるスウェナである事から、愛する二人の気持ちの重荷になるまいと、一人悩む日々を送るようになる。
インディアン
ニューヨーク在住で絵画や内装デザインなどを手掛け、ブルーミングデールズのような大きな案件も受注している。ヒースとは、カリフォルニアを旅行中に偶然出会った。父との確執に苦悩する余り図らずも麻薬中毒となり、辛い日々を送るヒースを支えて更生に導いた人物である。そんな彼を頼ってニューヨークにやってきたヒースにアパートの一室を提供する。貧しいながらも正直に生きるアパート住人達の相談役のような立場にあり、みなから信頼を寄せられている。中でも、若いヒースとイーヴを父親や兄のようにやさしく見守っている。画廊オーナーのジェーン・パーシーにほのかな思いを寄せている。
ブッチ
ヒースの悪友。テキサス出身。母親は地元で安ホテルを経営しており、イーヴと組んで宿泊客を脅すなどして金を盗むなど悪行を重ねていた。ヒースがカリフォルニアを後にニューヨークに向かう途中そのホテルに宿泊したことから知り合う。
ブッチ(butch)には、同性愛者でいう男役という意味があり、本人もそれを気にしている。ニューヨークの住人となり貧しい生活を送る中、同棲中の恋人である喫茶店のウェイトレス、キャリーを妊娠させてしまい、堕胎費用の工面に四苦八苦する。
スウェナ・ランバート
ブッチの妹。テキサスの実家のホテルでヒースと出会い、彼に恋心を抱くようになる。変わらぬ気持のままコロンビア大学へ進学を決め、ニューヨークでヒースと再会を果たし、自ら積極的にアプローチし間もなく恋人関係となる。

### ニューヨークの人々
アレックス・ルーマー【アレックス】
ヒースと同じアパートの住人。ゲイ。ウィスコンシン出身。ゲイである事を認められない父親と反目している。演劇人である。
ケイシー
ヒースと同じアパートの住人。トランペットを愛してやまないが、肝心の腕前は絶望的である。昔、電気屋に勤めていたことがあり機械関係に詳しい。
ジェーン・パーシー
インディアンの友人。離婚歴を持つ落ち着いた大人の女性で、夢だった画廊オープンを実現させ、受付係としてイーヴを雇い自立への一歩を手助けしたり、ヒースとの恋愛に悩むスウェナのよき相談相手として存在する。
リチャード・ジャクソン【リロイ】
イーヴとキャリーの治療費のためヒースが働き始めたクラブに勤めるバーテンダーで元美容師。バイセクシャルで、ヒースを本気で好きになってしまう。アレックスとは旧知の仲で海兵隊に在籍中に知り合った。
ルシンダ・ヘイワーズ
大学院を出ており博士号を持つポルノ女優。リロイとはかつて恋人関係にあり一緒に暮らしていた。ポルノに出演する傍ら、舞台女優としてオン・ブロードウェイの主役を見事勝ち取る。ヒースへの叶わぬ想いを抱えるリロイを支える。

### ヒースに深く関わる人物
マイケル・スワンソン
ヒースの父親。弁護士。バークレー大学で教鞭を取る。地元サンディエゴでは有数の名士である。事あるごとにヒースをテレンスと比べ、ヒースの悩みの原因にもなった。相手を逆らわせない絶対的な威厳を持ち、優秀な人物にありがちな自分が当り前に出来る事柄は、当然相手も出来ると疑わないため、結果押し付けられる形になる妻シャーロットや息子ヒースの悩みの種となっていく。よかれと思ってすることも、結局は独断のため反発を買うだけとなってしまい、妻に別れを告げられた理由もヒースが反発する理由も分かっていない。かと言って決して愛情薄い人物ではなく、彼なりにヒースやシャーロットを愛しているため彼なりに悩める日々を送る。
テレンス・スワンソン【テリー】
ヒースの9歳年上の兄。博士号を得るエリートコースを進む。ヒースは優秀なテリーに対して劣等感を抱いていたが、その一方で、テリーは自分に正直に生き、嫌なものは嫌だと拒む強さを持つヒースを羨ましく、また妬ましく思っていた。幼い頃に父母の仲が悪くなり、喧嘩するのを辛い気持ちで黙って見過ごすしか無く、結果、母シャーロットが家を去った事で、両親の離婚を止められなかった自分の無力さと母に去られる悲しみを味わうという、ヒースとはまた違う寂しい少年時代を過ごした。ヒースがマンハッタンに移り住んでから2年後に事故で亡くなった。
スーザン・ジェファーソン／スワンソン【スージー】
テリーの婚約者を経て妻となる。メキシコ領ティワナ出身の母とアメリカ国籍である父を持ち、南方系の黒髪、黒い瞳が特徴的な美人である。テリーとは大学時代にバイトしていたイタリアンレストランで知り合う。結婚後はスワンソン家に同居し、飾らない口調や持前の優しさ、頭の良さでバラバラだった家族の潤滑油的存在となる。ヒースの良き理解者。
シャーロット
ヒースの母親。マイケルとは学生時代に知り合い結婚する。評判の美人と真面目で型物のカップルの誕生であった。結婚後は常に独断的な夫マイケルと諍いが絶えない日々が増え、夫、十一歳のテリー、二歳のヒースを残してスワンソン家を去りその後は音信不通であった。後に別の男性と再婚し、一女をもうける。現在は十四歳の娘イルサとカナダ・バンクーバー在住。
ビル・ギャラハン医師【ギャラハン先生】
サンディエゴで小さな診療所を営む医師で、マイケル、シャーロットと学生時代からの共通の友人である。妊娠中だった妻が交通事故で亡くなってから、寂しく一人暮らしを続けている。ヒースが高校時代、父マイケルと心が通わず荒れていた頃も彼には心を開いており、彼もまたヒースを我が子のようにいとおしんでいた。自分の望むエリートコースから外れ、日に日に荒れていくヒースに頭を悩ませるマイケルに、養子にしたいと申し出る。

### その他
マーサ
ヒースが10歳の頃、家で働いていた黒人のメイド。甥のサムが軍隊を脱走した事に責任を感じ、主人であるマイケルに顔向け出来ないと辞めてしまった。
サム・リード
マーサの甥。マーサの仲介でスワンソン家の住み込み庭師となる。自然に関することや、生きるための知恵や知識が豊富で長けており、父や兄が不在がちで家族の愛を感じられない寂しい毎日を送っていたヒースに多くのことを教え、やさしく見守るように接する彼を、いつしかヒースも家族のように慕うようになる。しかしベトナム戦争へ徴兵されたためヒースとは別れる事になる。後に軍隊を脱走したとマーサから聞かされ、彼をヒーロー視していたヒースにショックを与える。
エレイン・ウィルビー
ヒースの高校時代の恋人。図書係を務める。華やかで積極的な姉メイジーにコンプレックスを持っており、女性としての自信が持てないでいたが、同じく優秀な兄にコンプレックスを持つヒースに次第に惹かれるようになり付き合う事になる。ヒースが麻薬・チンピラなど騒動を起こしたため、エレインの父親に交際を反対されるがヒースの事を強く思い続ける。ヒースがニューヨークに移り住んだ後、叔母がブルックリンに住んでいるためそれを理由にヒースとの再会を果たすが、住まう世界に隔たりが出来た事を察して去ってゆく。
メイジー・ウィルビー
エレインの姉で美人で華やかなプレイガール。スポーツ万能な男子を自分のモノにするのが趣味で、ヒースにもアプローチしたが袖にされ、一度は逆ギレの感情をヒースに抱くが、妹エレインがヒースとの仲を裂かれて悩んでいる際は二人が会えるように手助けするなどやさしい一面を持つ。
ホールデン・マニフィールド
ヒースの高校の陸上部の敏腕マネージャー。ヒースの実力を見込んで陸上部に引き込む。
サイファン・グレアム
ヒースが高校時代つるんでいた不良仲間のリーダー的存在。マラソンランナーとして「表の世界」へ戻ったヒースに制裁として麻薬を打ち、中毒化させた張本人。
ジェンキンズ
ニューヨーク市警の刑事課の警部。殺人課出身の叩き上げ刑事。イタリア系。チャーリーと共に『BANANA FISH』にも登場する。
チャーリー・ディキンソン
ジェンキンズの部下。お人好しな性格。ジェンキンズ警部と共に『BANANA FISH』にも登場する。
ガルシア・F・サンテロ
イーヴの姉マリアの夫。働いていた工場の機械に足を挟まれ負傷。以後右足が不自由になる。刑務所に入っている間に、妻マリアに逃げられ探している。

## 舞台

### 2008年
テレビ東京・Studio Life・銀河劇場の共同プロデュース公演。男性だけで構成される演劇集団Studio Lifeにより、劇団員以外の俳優を迎えて舞台化された。生バンド演奏を組み入れ、70年代のヒット曲に乗せて登場人物の心情を歌で綴りながら、ニューヨークに集まる若者達の物語を繊細に描いた。
- 日程：2008年2月27日～3月9日
- 会場：銀河劇場
- 脚本・演出：倉田淳
- 出演（キャストを入れ替えた４バージョン公演）

ヒース役：林剛史 / 岩﨑大
イーヴ役：中川真吾（D-BOYS） / 松本慎也
インディアン役：曽世海児 / 佐藤滋
ブッチ役：tekkan　/ カサノボー晃
スウェナ役（ヒースの彼女）：伊礼彼方 / 及川健
テレンス役（ヒースの兄）：三上真史 / HILUMA（LEGOLGEL）
アレックス役：兜政孝 / 荒木健太朗
マイケル役（ヒースの父）：石飛幸治 / 藤原習作（劇団め組）
スージー役（ヒースの義姉）：仁田宏和 / 来栖裕之
シャーロット役：吉田隆太、多田直人（キャラメルボックス）
ケーシー役：金景太、三浦孝太
リロイ役：野島直人、廣谷航

### 2018年
劇団Studio Life本公演
- 日程：2018年7月20日～8月5日
- 会場：中野・THE POKET
- 脚本・演出：倉田淳
- 出演（２バージョン公演）

ヒース役：仲原裕之
イーヴ役：千葉健玖　/ 若林健吾（ダブルキャスト）
インディアン役：澤井俊輝 / 宮崎卓真※客演（ダブルキャスト）
スウェナ役（ヒースの彼女）：伊藤清之
テリー役（ヒースの兄）：中野亮輔※客演
ブッチ役：前木健太郎　/ 吉成推人（ダブルキャスト）
アレックス役：吉成推人 / 前木健太郎（ダブルキャスト）
マイケル役（ヒースの父）、ジェンキンズ警部：藤原啓児
リロイ役、ガルシア役（イーヴの義兄）、マイケルの親友役：石飛幸治
スージー役（ヒースの義姉）：宇佐見輝
ケイシー役：鈴木宏明
チャーリー刑事：水野昇

## 注
1. ↑  文庫版より。
2. ↑  表題作『夢の園』ほか三編『ジュリエットの海』『最後の夏』『解放の呪文』を収録した短編集。
3. ↑  2年後のテリーの葬式の翌日、ヒースが聴いているラジオでラムゼイ・ルイスの「スプリング・ハイ」がチャートを上昇中とあることから、テリーの死は1977年と特定出来る。